# Hexatoma (Eriocera) piatrix
Hexatoma (Eriocera) piatrix is een tweevleugelige uit de familie steltmuggen (Limoniidae). De soort komt voor in het Neotropisch gebied.